# Otto Kaiser
Otto Kaiser   (Viena, 8 de maig de 1901 - 7 de juny de 1977) va ser un patinador artístic sobre gel austríac, especialista en la modalitat de parelles, que va competir durant les dècades de 1920 i 1930.
El 1928 va prendre part en els Jocs Olímpics de Sankt Moritz on, fent parella amb Lilly Scholz, guanyà la medalla de plata en la prova parelles del programa de patinatge artístic.
Durant la seva carrera també guanyà el Campionat del Món de 1929 disputat a Budapest i quatre campionats nacionals.

## Palmarès
Amb Lilly Scholz
| Prova                  | 1924 | 1925 | 1926 | 1927 | 1928 | 1929 |
| ---------------------- | ---- | ---- | ---- | ---- | ---- | ---- |
| Jocs Olímpics d'Hivern |      |      |      |      | 2n   |      |
| Campionat del Món      |      | 3r   | 2n   | 2n   | 2n   | 1r   |
| Campionat d'Àustria    | 1r   |      |      | 1r   | 1r   | 1r   |

Amb Hansi Kast
| Prova               | 1931 | 1932 | 1933 |
| ------------------- | ---- | ---- | ---- |
| Campionat del Món   | 8è   |      |      |
| Campionat d'Àustria |      |      | 3r   |